# Une longue, longue affaire

Une longue, longue affaire («Длинное, длинное дело…», Dlinnoïe, dlinnoïe delo) est un film soviétique de Lenfilm réalisé par Grigori Aronov et Vladimir Schrödel, sorti en 1976.

## Synopsis
Mikhaïl Petrovitch Loujine travaille comme enquêteur dans l'un des bureaux du procureur de district à Moscou. De nature très douce et modeste, il devient dur et inflexible lorsqu'il s'agit d'établir la vérité. Afin d'obtenir une prolongation pour établir une nouvelle expertise dans une affaire, Loujine s'adresse directement au procureur adjoint de la RSFSR, ce qui lui vaut une réprimande de la part de son patron, le procureur de district Filippov
Pendant un service de nuit en ville, Loujine est appelé sur les lieux - un certain Panine, récemment sorti de prison, est retrouvé tué. Une empreinte digitale appartenant à son complice Kirill Stroganov est détectée sur la montre-bracelet de la victime. On trouve également une bouteille de vodka estampillée d'un restaurant de l'aéroport de Domodedovo ; le même jour, Stroganov s'est envolé de l'aéroport pour rendre visite à sa mère après avoir été libéré de prison. Loujine est sûr d'avoir découvert l'auteur du meurtre; mais il reçoit une sanction du procureur pour l'arrestation de Stroganov.
Cependant, la mère de Stroganov, Maria Ivanovna, insiste sur le fait que son fils est venu la voir immédiatement après son arrivée et est resté chez elle toute la nuit. Loujine commence à douter de l'exactitude de l'arrestation de Stroganov. Lors du premier interrogatoire, ce dernier explique qu'à l'aéroport, il a accidentellement rencontré Panine aux cabines téléphoniques alors qu'il appelait une amie. Stroganov lui a vendu sa montre Pobeda pour obtenir de l'argent pour un taxi pour rentrer chez lui. Et les traces de sang retrouvées sur ses vêtements s'expliquent par une blessure reçue en prison. Loujine se rend à l'appartement de l'homme assassiné, procède à une inspection supplémentaire et trouve un reçu pour la réparation d'une montre, ainsi qu'une boîte d'allumettes avec une partie du numéro de téléphone dont Stroganov a parlé. La voisine de Panine rapporte qu'elle a entendu des cris féminins dans l'appartement de l'homme assassiné à la veille du meurtre.
Loujine est maintenant convaincu que Stroganov est innocent et victime d'un ensemble de circonstances absurdes. Il ordonne aux agents de contrôler toutes les femmes que Panine connaissait, de trouver le chauffeur de taxi qui a amené Stroganov et de vérifier également les listes des vols sur lesquels le mort aurait pu voyager : « Si c'est du travail pendant un an, c'est toujours mieux que de condamner un homme innocent à quinze ans. » Loujine demande également au procureur de libérer Stroganov sous son propre engagement, même si cela ruine les statistiques de résolution des crimes. Après une journée de travail, l'enquêteur Vorontsov informe Loujine qu'on lui propose de passer du bureau du procureur de district au bureau du procureur de la ville, et l'affaire du meurtre de Panine sera transférée à Vorontsov. Bien qu'il promette de libérer Stroganov et de tout mettre en œuvre pour retrouver les vrais criminels, Loujine comprend que Vorontsov ne veut pas demander justice, il est donc prêt à refuser la promotion.
Chez lui, Loujine reçoit une femme professeur de français, amenée par son fils Anton. Loujine lui dit que sa femme est morte il y a neuf ans et qu'il élève seul son fils. Mais l'enseignante a juste besoin d'une personne bien connue avec des contacts dans la direction du district qui puisse aider à la réparation des égouts dans le bâtiment de l'école. Après l'avoir renvoyée, Loujine appelle Maria Ivanovna Stroganova et promet que son fils Kirill sera bientôt libéré.

## Fiche technique
- Réalisateurs : Grigori Aronov, Vladimir Schrödel
- Scénario : Iouli Nikoline
- Chef opérateur : Vladimir Bourykine
- Directeur artistique : Semion Malkine
- Compositeur : Albert Preslenev

## Distribution
- Evgueni Leonov : l'enquêteur Mikhaïl Petrovitch Loujine
- Vladimir Zamanski : Fiodor Gavrilovitch, vice-procureur de la RSFSR
- Mikhaïl Glouzski : le procureur de district Ivan Ignatievitch Filippov
- Oleg Yankovski : l'enquêteur Vladimir Vorontsov
- Oleg Belov : l'enquêteur Rechko
- Nikolaï Karatchentsov : Kirill Stroganov
- Nina Ourgant : Maria Stroganova, la mère de Kirill
- Svetlana Karpinskaïa : Margarita Orlova, professeur de français
- Roman Madianov : Anton, le fils de Loujine